# Аннабелла Шорра
Аннабелла Глорія Філомена Шорра (іноді помилково Шіорра, англ. Annabella Gloria Philomena Sciorra, МФА: [ˈʃɔːrə] (англ.) та МФА: [ˈʃɔrra] (італ.); нар. 29 березня 1960, Нью-Йорк, США) — американська акторка кіно, телебачення і театру. Номінована на премію «Еммі» за роль Глорії Трілло в телесеріалі «Клан Сопрано».

## Біографія
Аннабелла Шорра народилася й виросла в Брукліні, Нью-Йорк, у родині італійських іммігрантів, які переїхали до США у 1950-х роках. Її мати працювала модним стилістом, а батько — ветеринарним лікарем. Дитиною Аннабелла відвідувала заняття з танців, а пізніше брала уроки драматичного мистецтва в Hagen-Berghoff Studio та Американській академії драматичного мистецтва в Нью-Йорку. Кинула коледж заради акторської кар'єри. У 1981 році заснувала Brass Ring Theater Company.
Стала відомою завдяки дебютній ролі у фільмі True Love 1989 року, за яку отримала номінацію на кінопремію «Незалежний дух». За роль Глорії Трілло, коханки лідера мафії в телесеріалі «Клан Сопрано», номінована на премію «Еммі».

## Особисте життя
Шорра була одружена з актором Джо Петруцці з 1989 по 1993 рік. У 2004 році почала стосунки з Боббі Каннавале, які тривали три роки; відносини закінчилися у 2007 році.
Одна з ключових фігур руху #MeToo. У жовтні 2017 року Шорра висунула звинувачення у зґвалтуванні проти кінопродюсера Гарві Вайнштейна. У статті, опублікованій The New Yorker, Шорра стверджувала, що Вайнштейн зґвалтував її після того, як увірвався в її квартиру в 1993 році, а потім протягом кількох років неодноразово переслідував її. Шорра був ключовим свідком звинувачення у сексуальному насильстві під час суду над Вайнштейном у 2020 році, що призвело до його засудження.

## Основна фільмографія
- 1989 — True Love — Донна, головна роль
- 1990 — Внутрішнє розслідування — Гезер Пек
- 1991 — Тропічна лихоманка — Енджі Туччі, головна роль
- 1992 — The Hand That Rocks the Cradle — Клер Бартел, головна роль
- 1995 — Залежність — Казанова
- 1997 — Поліцейські — Ліз Рендон
- 1998 — Куди приводять мрії — Енні Коллінз-Нільсен, головна роль
- 2005—2006 — Закон і порядок: Злочинні наміри — Каролін Барек, основна роль 5 сезону
- 2011 — The Motherfucker with the Hat
- 2019 — Королеви криміналу — Марія Коретті
- 2019—2020 — Truth Be Told (серіал) — Ерін Берман (8 епізодів)
- 2021 — Між минулим та майбутнім — Саманта, головна роль
- 2022 — Король Талси (серіал) — Джоанн (3 епізоди)
- 2013—2023 — Блакитна кров (серіал) — Фейт Марконі / д-р Грейс Меєрін (5 епізодів)